# Paul Scriptoris
Paul Scriptoris (Weil der Stadt, intorno al 1460 – Kaysersberg, 21 ottobre 1505) è stato un religioso, teologo cattolico, matematico, accademico e frate francescano tedesco.

## Biografia
Paul Scriptoris è stato un teologo Francescano nominalista, o meglio scotista, matematico e professore all'Università di Tubinga. Il suo cognome è una traduzione in latino dell'originale nome tedesco Schreiber ("scrittore"). Nato a Weil der Stadt, nel Circondario di Böblingen, Scriptoris studia a Parigi con Stephan Brulefer e li diviene monaco dell'ordine francescano. Successivamente inizia l'insegnamento all'Università di Tubinga, dove è anche "guardiano" del Convento francescano. Nel 1479 a Tubinga, Scriptoris assieme a Gabriel Biel, si oppone alla nomina del filosofo realista Jean Heynlin alla facoltà. 
Dal 1494 tiene lezioni di matematica, astronomia, geografia e teologia nel Monastero dei frati Agostiniani locale. 
Konrad Pelikan, teologo e umanista, che divenne l'allievo favorito di Scriptoris, lo raggiunge a Tubinga nel marzo 1496.
Come insegnante e predicatore di grande notorietà, oltre a Konrad Pelikan, ha il rispetto anche dei teologi che parlano apertamente di riforma della Chiesa verso la fine del XV. Si rivolse, tra l'altro, contro gli abusi riguardanti i Sacramenti, la vendita delle indulgenze e i Voti. Alcuni dei suoi allievi, tra i quali Konrad Pelikan (1478-1556), si unirono in seguito alla Riforma protestante.
Scriptoris era un insegnante di grande fama nelle scienze naturali, ed ha risvegliato l'interesse su questi argomenti in molti dei suoi studenti. Tra i suoi studenti si annoverano i suoi colleghi professori e membri di altri ordini religiosi.
Ha tenuto conferenze sulla cosmografia di Claudio Tolomeo ed ha anche insegnato e studiato Euclide. Inoltre ha scritto un commento su un lavoro di Duns Scoto, che è stato pubblicato da Johann Ottmar il 24 marzo 1498. Esso si distingue per essere il primo libro creato con una pressa di stampa nella città di Tübingen.
Nel 1499 Scriptoris ha tenuto conferenze contro la transustanziazione, cioè la sostanza del pane nella sostanza del corpo di Cristo. 
Con l'accusa di eresia viene rimosso dai suoi uffici nel 1501 e si trasferisce a Basilea, prosegue nel 1502 per Roma. 
Nel 1505 viene chiamato dai vertici Francescani di Tolosa, ma muore durante il tragitto, a Kaysersberg in Alsazia.

## Opere
- (LA)  Lectura Fratris Pauli Scriptoris Ordinis Minorum de observantia quam edidit declarando subtilissimas Doctoris subtilis sententias circa Magistrum in primo libro, Tübingen, 1498.
- Carpi (ed. Joannes de Montesdoca), 1506.
- (DE)  These des Paul Scriptoris OFM über die in Konstanz übliche Praxis der öffentlichen Buße, in: Rottenburger Jb. für Kirchengesch. 11 (1992), 115 f.